# Red Circle (lettertype)
Red Circle is een geometrisch schreefloos lettertype ontworpen door Harold Lohner, gebaseerd op lettervormen uit circa 1930 die gebruikt werden op verpakkingen en advertenties voor het scala van arabica-koffiebonen, merken A&P's Eight O'Clock Coffee, Red Circle, en Bokar Coffee.

## Eigenschappen
Red Circle is uitsluitend opgebouwd uit hoofdletters. Het verwijst naar de geometrische experimenten uit de art-deco-periode.
Het lettertype heeft een totaal rechtlijnige structuur en prominente cirkelvormige karakters 'A' 'B' 'D' 'M' 'N' 'R', en vertoont gelijkenis met Georg Trumps lettertype City.
De buitenste hoeken zijn rond en de liggers van de letters 'A' 'B' 'E' 'H' 'K' 'P' 'R' steken links door de stokken.
De 'M' en 'N' nemen de vorm aan van 'Carolingische minuscule' karakters 'm' en 'n' zoals dezelfde karakters in Herbert Bayer's experimentele, universele lettertype Architype Bayer uit 1927.

## Toepassing
Lohner stelt het lettertype gratis ter beschikking voor de Apple Mac OS en Microsoft Windows besturingssystemen.